# レイチェル・ドラッチ
レイチェル・ドラッチ（Rachel Dratch,  1966年2月22日 - ）は、アメリカ合衆国の女優、コメディエンヌ、声優である。

## 来歴
1966年、マサチューセッツ州レキシントン生まれ。父親は放射線医学の医師だった。弟のダニエルは脚本家として活動しており、『名探偵モンク』へも参加している。地元の高校を卒業後、短期生徒としてユージーン・オニール・シアター・センターで演技を学び、1988年にダートマス大学を卒業した。専攻は精神医学と演劇だった。
その後、シカゴへ移って即興コメディ劇団のセカンド・シティへ参加し、コメディを中心に舞台で4年間経験を積む。1999年から活動を本格化させ、人気テレビ番組『サタデー・ナイト・ライブ』のレギュラーキャストとしても出演し、人気を博した。同番組への出演時代のつながりから、その後もアダム・サンドラーとの共演作が多い。現在は女優そして声優としてキャリアを順調に重ねている。

## 出演作品
- Serious Business (1999)
- Martin & Orloff (2002)
- The Hebrew Hammer (2003)
- 恋は邪魔者 Down with Love (2003)
- アメリカン・スクール・トリップ After School Special (2003)
- ディッキー・ロバーツ 俺は元子役スター Dickie Roberts: Former Child Star (2003)
- Soundtracks Live (2004)
- Home of Phobia (2004)
- Looking for Kitty (2004)
- エステラ・ウォーレンの知られたくない私のヒ・ミ・ツ ヴァージン・ラプソディー Her Minor Thing (2005)
- Winter Passing (2005)
- もしも昨日が選べたら Click (2006)
- The Pleasure Drivers (2006)
- チャックとラリー おかしな偽装結婚!? I Now Pronounce You Chuck & Larry (2007)
- 13歳のハゲ男 Harold (2008)
- The Consultants (2008) ※テレビ映画
- スプリング・ブレイクダウン Spring Breakdown (2009)　- 製作総指揮/原案
- Love N' Dancing (2009)
- I Hate Valentine's Day (2009)
- マイ・ビッグ・ファット・ドリーム My Life in Ruins (2009)
- ウソツキは結婚のはじまり Just Go with It (2011)
- Lady Friends (2012) ※テレビ映画
- 俺のムスコ That's My Boy (2012)
- シロップ Syrup (2013)
- A Little Game (2014)
- Dead Boss (2014)
- ウィーク・オブ・ウェディング The Week Of (2018)
- ワイン・カントリー Wine Country (2019)

### テレビドラマ
- サード・ウォッチ Third Watch (2000)
- The King of Queens (2002 - 2004)
- 名探偵モンク Monk (2004)
- そりゃないぜ!? フレイジャー Frasier (2004)
- 30 ROCK/サーティー・ロック 30 Rock (2006 - 2012)
- ウェイバリー通りのウィザードたち Wizards of Waverly Place (2009)
- アグリー・ベティ Ugly Betty (2009)
- シェリー Sherri (2009)
- Delocated (2010)
- Submissions Only (2011)
- Up All Night (2012)
- The Awesomes (2013)
- ザ・ミドル 中流家族のフツーの幸せ The Middle (2013, 2014)
- Broad City (2014)
- The Neighbors (2014)
- Inside Amy Schumer (2014)
- アンブレイカブル・キミー・シュミット Unbreakable Kimmy Schmidt (2017)

### テレビアニメ
- キム・ポッシブル Kim Possible (2002)
- O'Grady (2005)
- アクア・ティーン・ハンガー・フォース Aqua Teen Hunger Force (2008)
- Squidbillies (2008)
- Assy McGee (2008)
- アバター 伝説の少年アン Avatar: The Last Airbender (2008)
- Superjail! Superjail! (2008)
- スイチュー! フレンズ Fish Hooks (2010 - 2013)
- Bob's Burgers (2014)

### テレビ番組
- サタデー・ナイト・ライブ Saturday Night Live (1999 - 2011)
- Funny or Die Presents... (2011)
- クリーヴランド・ショウ The Cleveland Show (2012)

## 参照
1. ↑  “Boston Globe”. 2014年7月20日閲覧。
2. 1 2  “Rachel Dratch Biography”. 2014年7月20日閲覧。
3. ↑  https://web.archive.org/web/20051018124358/http://www.lifestylesmagazine.com/Lifestyle_10-2003_002.html